# Domkyrkoförsamlingen i Göteborg
Domkyrkoförsamlingen i Göteborg, även Gustavi och Kristine församling, är en församling i Göteborgs södra kontrakt i Göteborgs stift. Församlingen ligger i Göteborgs kommun i Västra Götalands län och ingår i Domkyrkopastoratet.
Församlingen ligger i centrala Göteborg.

## Administrativ historik
Församlingen bildades 1619 genom en utbrytning ur Örgryte församling. 1623 utbröts Göteborgs Tyska församling vars territoriella område Göteborgs Kristine församling, återgick 1974. 1 maj 1883 utbröts Göteborgs Haga församling, Göteborgs Masthuggs församling och Göteborgs Gamlestads församling. 1908 utbröts Göteborgs Vasa församling. Namnet var till 1633 Göteborgs svenska församling, för att därefter till 1974 bära namnen Gustavi församling, senare Gustavi domkyrkoförsamling, sedan Göteborgs Gustavi församling eller Göteborgs domkyrkoförsamling. 1974 namnändrades till nuvarande namn.
Församlingen var till 1712 moderförsamling i ett pastorat med Göteborgs hospitalsförsamling och Örgryte församling, för att från 1712 till 2017 utgöra ett eget pastorat. Från 2018 ingår församlingen i Domkyrkopastoratet.

## Kyrkor och byggnader
- Göteborgs domkyrka, som också är domkyrka i stiftet.

- Mariakyrkan (den tidigare Fattighuskyrkan), norr om Fattighusån och vid Stampen i centrala Göteborg, tillhör också församlingen. Den ritades av samma arkitekt som ritade Göteborgs domkyrka, Carl Wilhelm Carlberg.

- Christinae kyrka (Tyska kyrkan)

- Gustavigården på Kyrkogatan 28 utgör Domkyrkans församlingshem och rymmer expedition, mötesrum m.m. Huset kallades tidigare Domprosthuset och var domprostens tjänstebostad från 1887[6] till 1969.

- Mariagården vid Mariakyrkan

## Domprostar genom tiderna
- 1666–1671: Jonas Petri Torinius (1610–1671)
- 1671–1678: Daniel Laurentii Wallerius
- 1679–1687: Johannes Johannis Carlberg
- 1687–1707: Johannes Haquini Florander (1617–1707)
- 1709: Erik Simonis Löfgren (1672–1709)
- 1711–1730: Isaac Gudmundi Lithovius (1677–1730)
- 1732-1754: Andreas Hilleström (ca 1680–1754)
- 1755–1759: Mattias Otto Ubechel (1708–1759)
- 1761–1784 Olof Ekbom (1716–1784)
- 1785–1818: Johan Wingård
- 1818–1848: David Magnus Hummel (1775–1848)
- 1850–1856: Johan Henrik Thomander (1798–1865)
- 1857–1877: Peter Wieselgren (1800–1877)
- 1880–1904: Anton Rosell (1826–1904)
- 1906–1929: Natanael Rexius (1852–1929)
- 1930–1935: Gustaf Ljunggren (1889–1950)
- 1936–1938: Torsten Ysander (1893–1960)
- 1938–1942: Olle Nystedt (1888–1974)
- 1943–1950: Elis Malmeström (1895–1977)[7]
- 1951–1959: Ragnar Askmark (1919–1983)[8]
- 1960–1969: Conny Edlund (1904–1971)[9]
- 1969–1970: Bertil Gärtner (1924–2009)[10]
- 1971–1986: Per-Olof Sjögren (1919–2005)[11]
- 1986–1994: Kjell Ove Nilsson (1934–2019)[12]
- 1994–2001: Hans-Olof Hansson (född 1936)
- 2001–2008: Roland Persson[13]
- 2008–2019: Karin Burstrand (född 1954)
- 2019– Stefan Hiller[14]

## Domkyrkoorganister
| Ämbetstid | Namn                     | Levnadstid | Övrigt                                                         |
| --------- | ------------------------ | ---------- | -------------------------------------------------------------- |
| 1651–1676 | Georg Daniel Meijer      |            |                                                                |
| 1677–1709 | Hindrik Sylvius          |            |                                                                |
| 1710–1721 | Gottlieb Nittauff        | 1685–1722  |                                                                |
| 1734–1754 | Bengt Lidner             | –1754      |                                                                |
| 1754–1759 | Olof Lidner              | –1761      |                                                                |
| 1759–1770 | Carl Dijkman             | –1771      |                                                                |
| 1770–1812 | Henric Bäck              | 1746–1812  |                                                                |
| 1812–1835 | Johan Fredrik Baerenroth | 1777–1835  |                                                                |
| 1813–1815 | Christian Kull           | 1765–1815  |                                                                |
| 1838–1852 | Johan Bergsten           | 1799–1852  |                                                                |
| 1854–1866 | Henric Seldener          | 1829–1880  |                                                                |
| 1867–1929 | Elfrida Andrée           | 1841–1929  | tjänstledig av hälsoskäl från 1921                             |
| 1929–1955 | Herman Asplöf            | 1881–1959  | pensionerad 1951 men upprätthöll tjänsten ytterligare några år |
| 1955–1966 | Gösta Lundborg           | 1903–1966  | [ 16 ]                                                         |
| 1968–1979 | Henrik Jansson           | 1916–2000  |                                                                |
| 1979–2000 | Henrik Cervin            | 1934-2018  |                                                                |
| 2000–2014 | Bengt Nilsson            | f. 1948    |                                                                |
| Från 2014 | Mikael Fridén            | f. 1965    |                                                                |

### Kantorer
| Ämbetstid | Namn                     | Levnadstid | Övrigt |
| --------- | ------------------------ | ---------- | ------ |
| 1696–1712 | Andreas Runell           |            |        |
| 1733–1787 | Anders Bonn              |            |        |
| 1787–1788 | Johan Gottfrid Zaar      | 1754–1818  |        |
| 1788–1803 | Robert Fox               |            |        |
| 1803–1820 | Carl Peter Grundell      |            |        |
| 1821–1850 | Anders Wikström          |            |        |
| 1850–1860 | Joseph Emanuel Andersson |            |        |
| 1860–1882 | Samuel Agaton Troili     |            |        |
| 1882–1894 | Robert Lindholm          |            |        |
| 1895–1907 | Assar O:son Assar        |            |        |
| 1984–2006 | Ann-Marie Rydberg        | f. 1939    |        |
| Från 2006 | Michael Sager            | f. 1960    |        |

Mellan 1907 och 1984 var organist- och kantorstjänsterna förenade.

## Areal
Domkyrkoförsamlingen i Göteborg omfattade den 1 januari 1976 en areal av 4,3 kvadratkilometer, varav 3,8 kvadratkilometer land.

## Bildgalleri

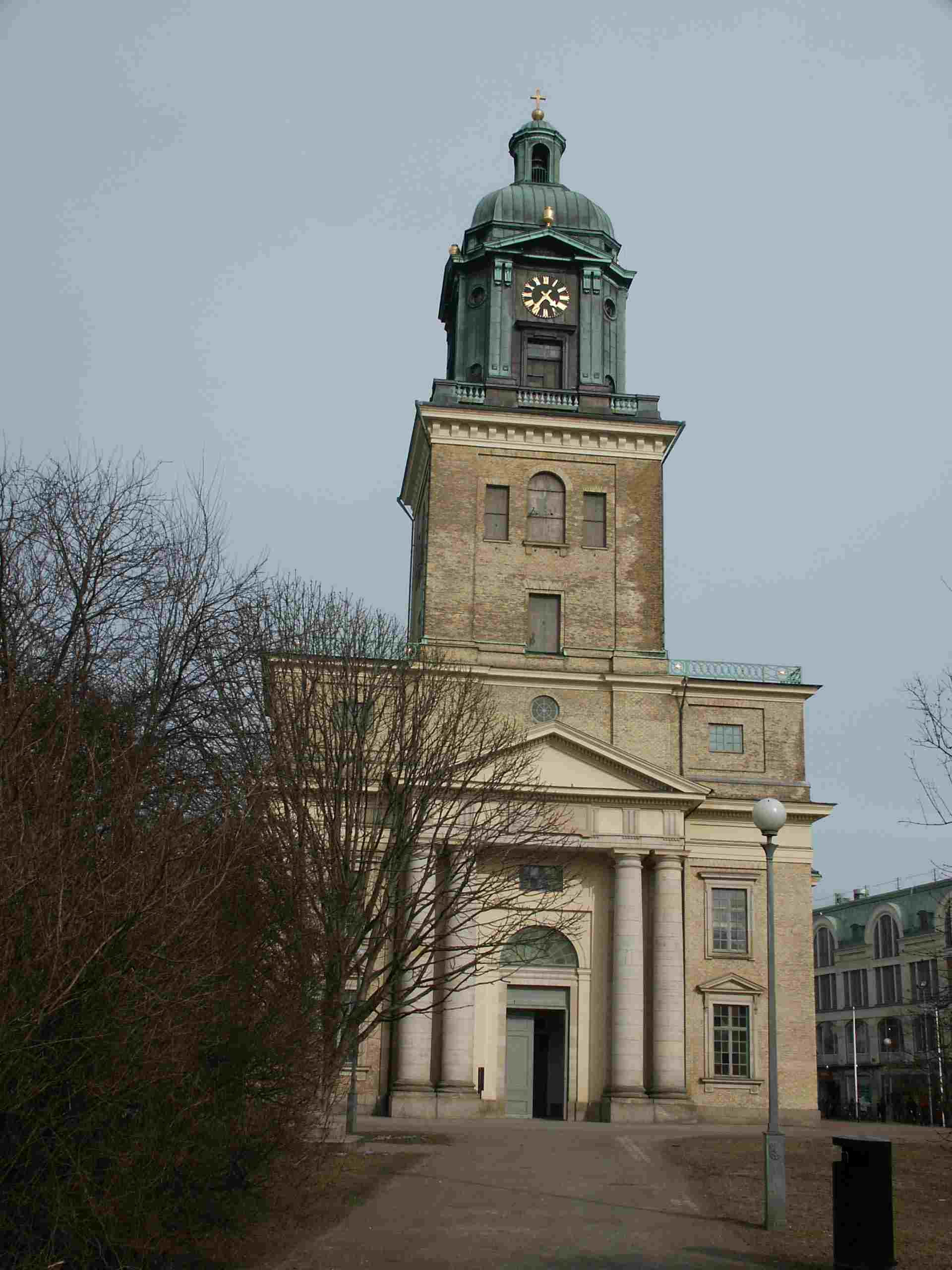
Göteborgs domkyrka från Domkyrkoplanen
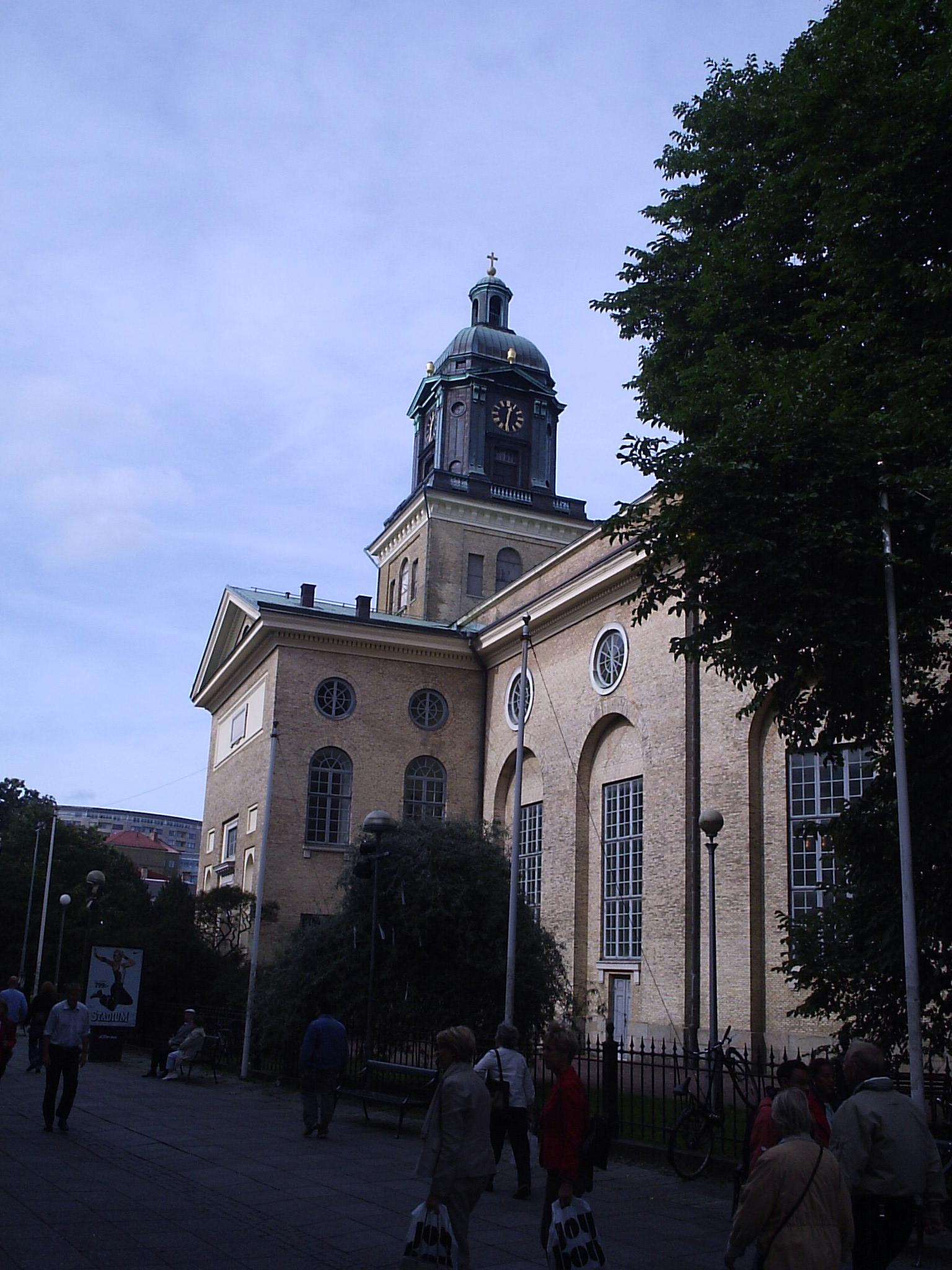
Domkyrkan från Kungsgatan i söder
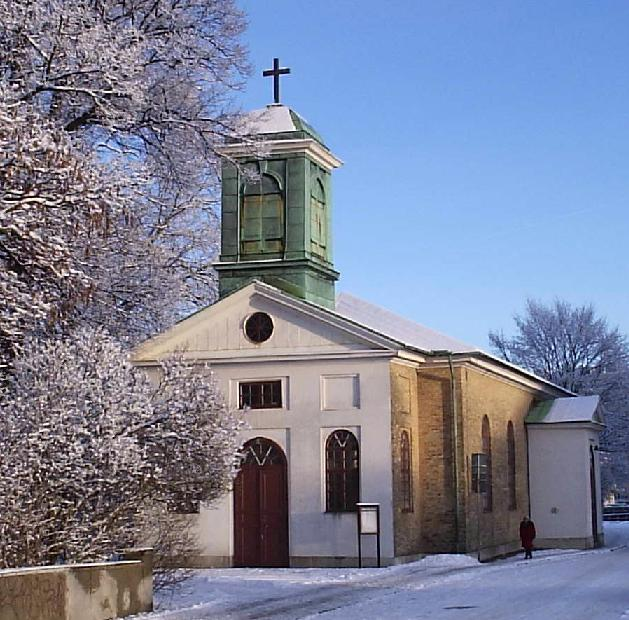
Mariakyrkan
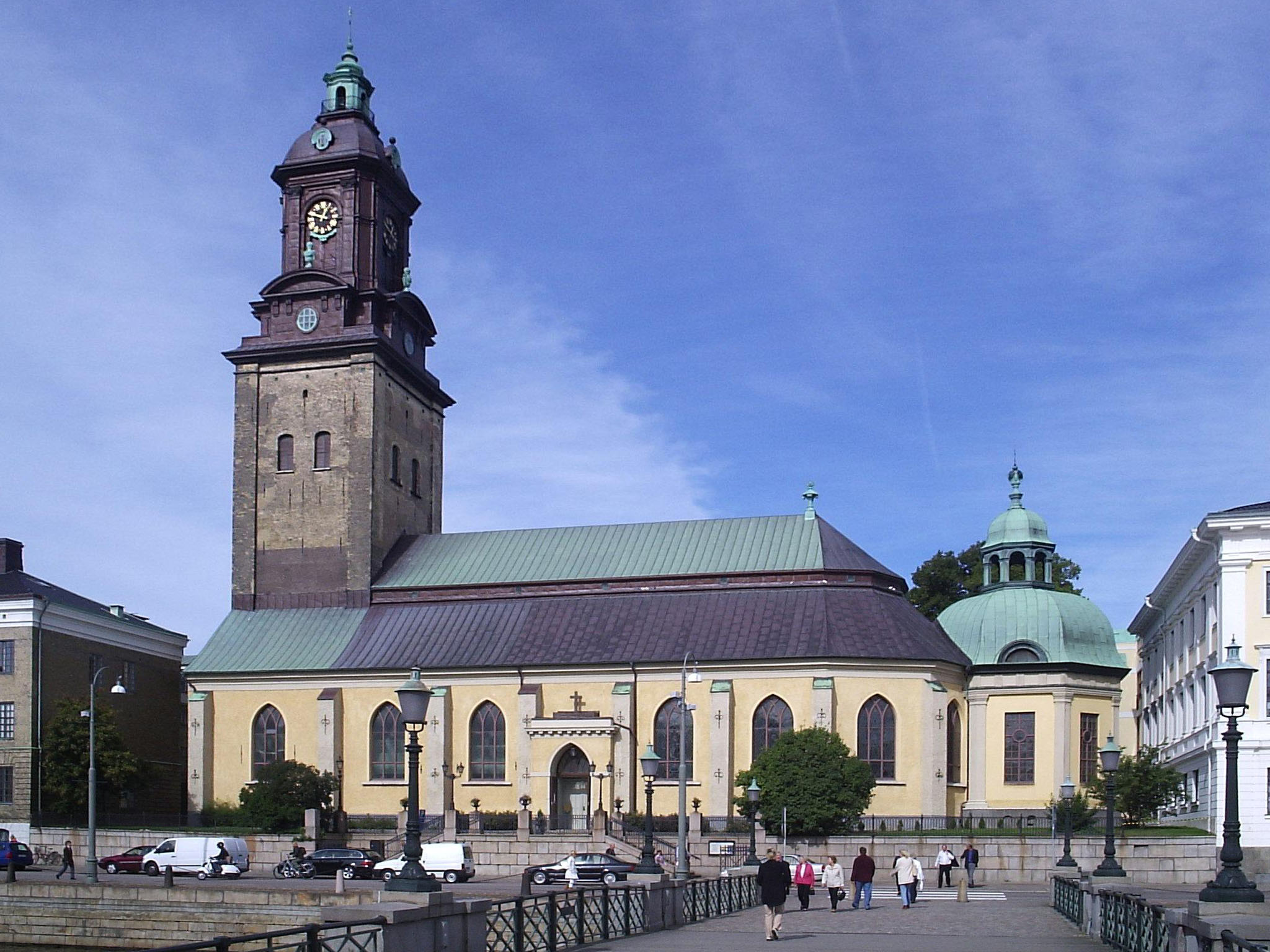
Christinae kyrka (Tyska kyrkan), som ligger inom församlingens gränser
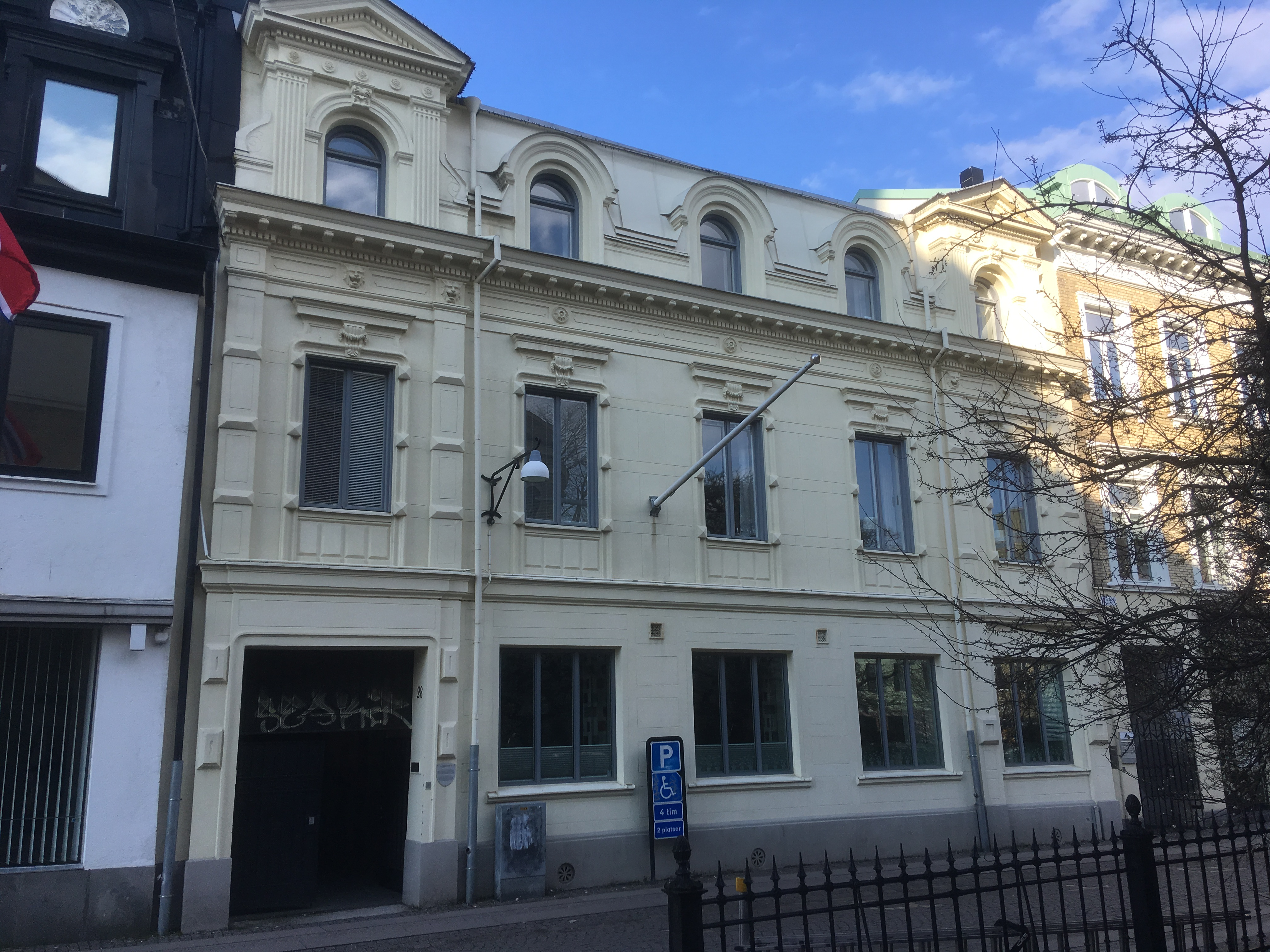
Gustavigården, tidigare domprosthuset, sedd från Gustavi domkyrka
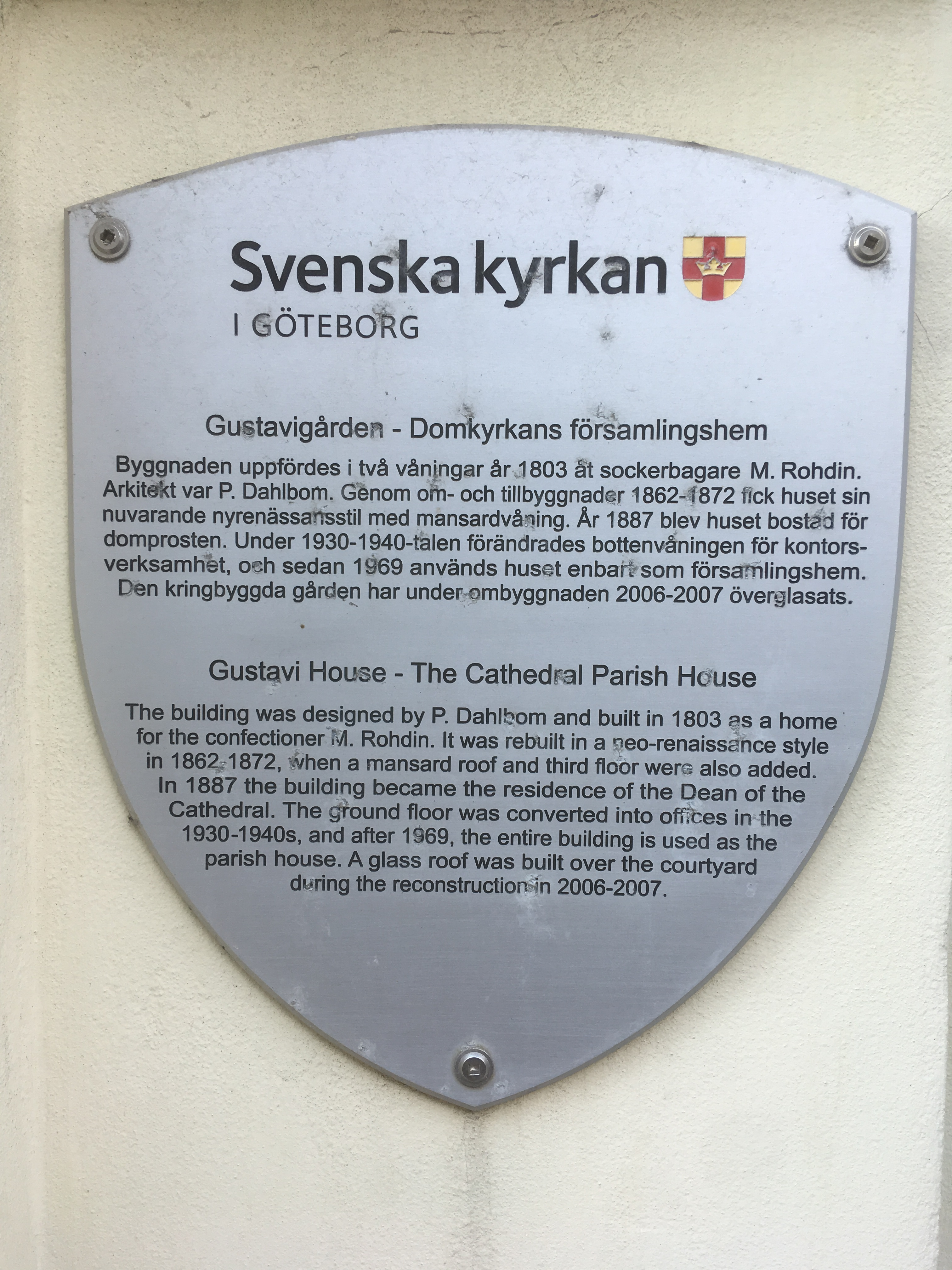
Skylt på fasaden av Gustavigården
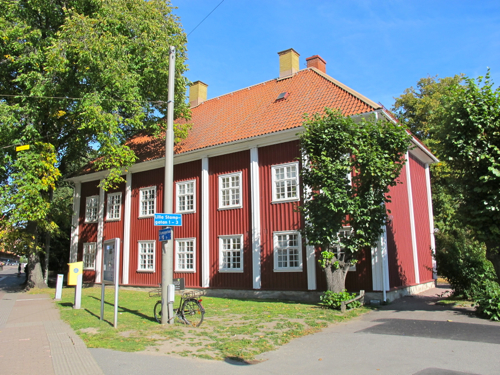
Mariagården
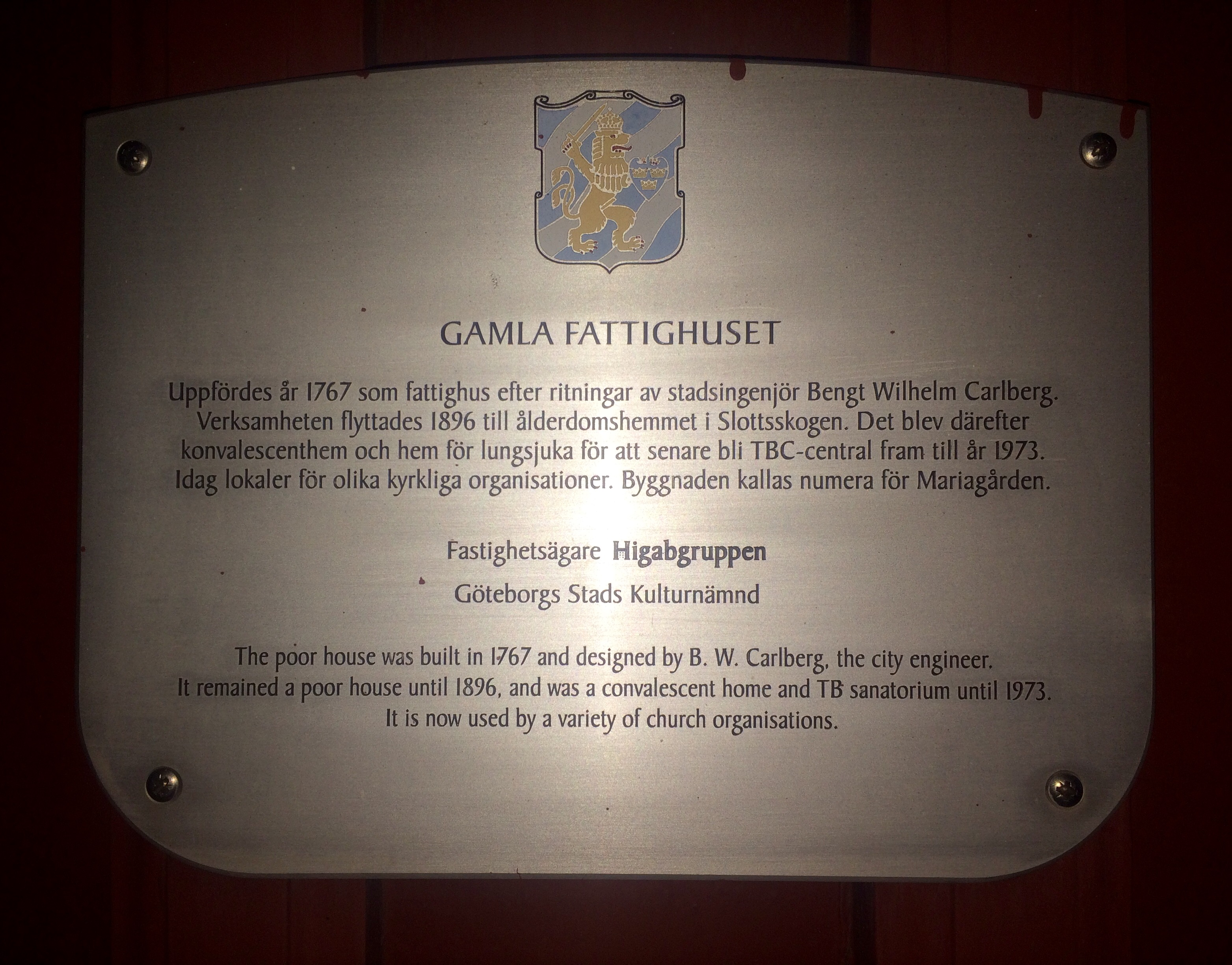
Skylt på fasaden av Mariagården